# Ramsau im Zillertal
Ramsau im Zillertal – gmina w Austrii, w kraju związkowym Tyrol, w powiecie Schwaz. Według Austriackiego Urzędu Statystycznego liczyła 1591 mieszkańców (1 stycznia 2015).